# 四条傘鉾
四条傘鉾（しじょうかさほこ）は、祇園祭前祭の傘鉾。下京区四条西洞院西入る傘鉾町に位置する。

## 概要
この傘鉾は祇園祭山鉾の中で古い形態を持ち、歩き囃子で巡行する。明治以降に途絶えたが1985年（昭和60年）、復興した。傘に御幣と松を飾り、囃子は1988年（昭和63年）に復元され、踊りは滋賀県の滝樹神社に伝わる「ケンケト踊り」を参考にした。1996年(平成8年)より傘鉾の順番が7番か15番に固定され，くじで順番を決めている。